# Tadeusz Janczar

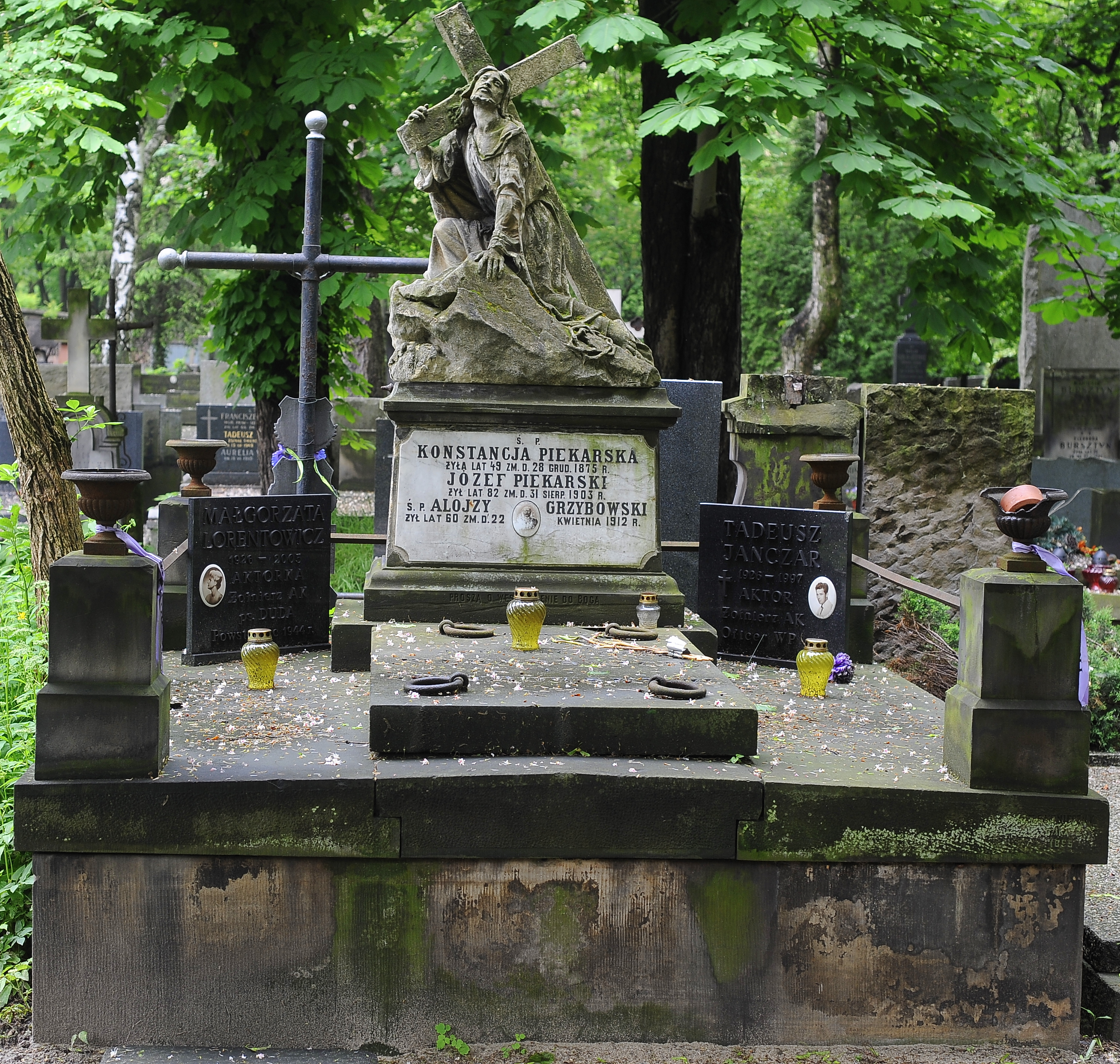
Grób Tadeusza Janczara na cmentarzu Powązkowskim w Warszawie

Tadeusz Janczar, właśc. Tadeusz Musiał (ur. 25 kwietnia 1926 w Warszawie, zm. 31 października 1997 tamże) – polski aktor.

## Życiorys

### Wczesne lata
Urodził się w Warszawie jako drugie dziecko Władysławy (z domu Janczak) i Stefana Musiała, podoficera zawodowego WP, st. sierżanta, który jako pirotechnik pracował w Zakładach Amunicyjnych „Pocisk”. Wychowywał się w podwarszawskim garnizonowym Rembertowie, gdzie ukończył Szkołę Podstawową nr 2.
Kiedy miał 13 lat, we wrześniu 1939 pod Oszmianą Rosjanie rozstrzelali jego ojca, a dwa lata później, 28 lipca 1941 jego siostra Janina zmarła na gruźlicę. Jako 17–latek zatrudnił się w zakładach produkcji zabawek przy ul. Ząbkowskiej w Warszawie, by odciążyć matkę. Równocześnie uczęszczał do średniej szkoły zawodowej.
Podczas okupacji niemieckiej brał udział w konspiracyjnym harcerstwie, w Szarych Szeregach był członkiem Grup Szturmowych Hufca Romb, Osa (ps. „Wiąz”), później żołnierzem AK 2 kompanii III Rejonu „Dęby” Rembertów. Osadzony w obozie przyfrontowym w Wawrze z kolegą Edwardem Frączkiewiczem byli zatrudnieni przy minowaniu terenu, pod nadzorem niemieckich saperów. Po wielu perypetiach, w dogodnym czasie uciekli z tego obozu. Po wkroczeniu wojsk Armii Czerwonej, Janczar wstąpił na ochotnika do Wojska Polskiego, do 2 Warszawskiej Dywizji Piechoty im. Henryka Dąbrowskiego.

### Kariera
Był aktorem frontowym w 1 Dywizji Piechoty im. Tadeusza Kościuszki. Przyjaźnił się wówczas z Józefem Nalberczakiem. W 1944 w sali kina „Srebrny Ptak” miała miejsce premiera spektaklu Warszawa w ogniu, który także był wystawiany pod Berlinem. Po zakończeniu wojny teatr 2 DP stacjonował w Rembertowie. Następnie występował w teatrze Domu Wojska Polskiego. W 1947 ukończył Szkołę Dramatyczną Janusza Strachockiego w Warszawie. Po otrzymaniu dyplomu aktorskiego wyjechał do Olsztyna. W tym czasie zaczął posługiwać się pseudonimem „Janczar”, nawiązującym do nazwiska panieńskiego matki – Janczak.
W sezonie 1947/1948 grał na deskach Teatru im. Stefana Jaracza w Olsztynie. W 1948 zdał egzamin eksternistyczny w PWST w Łodzi. Był jednym z czołowych aktorów tzw. polskiej szkoły filmowej. Po powrocie do Warszawy, w latach 1948–1949 i 1957–1958 był związany z Teatrem Rozmaitości. W latach 1949–1955 występował w Teatrze Nowej Warszawy. W latach 1955–1957 w Teatrze Młodej Warszawy. W latach 1959–1968 grał w Teatrze Powszechnym, a w latach 1969–1983 był aktorem Teatru Narodowego.
Na ekranie zadebiutował jako Brzozowski, uczeń Państwowej Szkoły Morskiej w filmie przygodowym Jana Fethkego Załoga (1951) u boku Tadeusza Łomnickiego. Jedną z ważniejszych ról filmowych był Kazek Spokorny w Piątce z ulicy Barskiej (1953) w reż. Aleksandra Forda. Film nagrodzono na Międzynarodowym Festiwalu Filmowym w Cannes, a Janczar w 1955 został wyróżniony Nagrodą Państwową. Stworzył uznane kreacje w filmach Andrzeja Wajdy – Pokolenie (1954) jako czeladnik Jasio Krone, bojownik ZWM i Kanał (1956) jako podchorąży Jacek „Korab”, dowódca plutonu, a także w dramacie psychologicznym Wojciecha Jerzego Hasa Pożegnania (1958) jako Paweł. W ekranizacji powieści Władysława Reymonta – serialu Chłopi (1972) i jego kinowej wersji (1973) zagrał Mateusza Gołąba, kochanka Jagny (Emilia Krakowska). Stworzył postać Jerzego w dramacie psychologicznym Huberta Drapelli Nic nie stoi na przeszkodzie (1979). Jedną z ostatnich ról była kreacja lekarza Sergiusza Kazanowicza – byłego więźnia obozu koncentracyjnego w serialu telewizyjnym Dom (1980, 1982, 1987 i 1996).
Był lektorem serialu Kolumbowie (1970) i dubbingował rolę Leszka Długosza w dramacie wojennym Andrzeja Żuławskiego Trzecia część nocy (1971). Reżyserował też przedstawienia Teatru Telewizji, w tym Radio Ireneusza Iredyńskiego (1976), Ona więdnie, ona ginie Wasilija Szukszyna (1978) i Dom z widokiem na pole Aleksandra Wampiłowa (1978). Do początku lat 90. brał udział w Teatrze Polskiego Radia. W słuchowisku Matysiakowie grał postać Stacha Matysiaka, ostatni odcinek słuchowiska z jego udziałem nadano 1 września 1990.

## Życie prywatne
Jego pierwszą żoną była teatralna inspicjentka Elżbieta Habich, z którą miał syna aktora Krzysztofa (ur. 7 stycznia 1950). Był dziadkiem Krzysztofa Artura (ur. 14 kwietnia 1974). W 1956 w Teatrze Młodej Warszawy podczas prób do spektaklu Don Cezar de Bazan poznał swoją drugą żonę – aktorkę Małgorzatę Lorentowicz. Dwa lata później wzięli ślub.
W 1963 wszyscy z niepokojem obserwowali zmianę jego zachowania, stał się nagle zamyślony, smutny, małomówny i cierpiał na bezsenność. Stopniowo ogarniał go lęk, bał się wychodzić na scenę. Lekarze zdiagnozowali u niego cyklofrenię. Pierwszy atak choroby udało się dość szybko odeprzeć i Janczar już po kilkunastu tygodniach wrócił do teatru. Drugi trwał ponad rok. Wkrótce stan zdrowia Janczara znacznie się pogorszył, aktor dowiedział się, że ma raka. Był po czterech próbach samobójczych, gdy dostał propozycję zagrania w pierwszym odcinku III serii Domu. W 1997 Lorentowicz i Janczar wzięli ślub kościelny.
Zmarł 31 października 1997 w Warszawie, pochowany na cmentarzu Powązkowskim (kwatera 168-1-21,22).

## Wybrana filmografia
- 1951: Załoga – Brzozowski
- 1953: Żołnierz zwycięstwa – żołnierz Franek
- 1953: Przygoda na Mariensztacie – członek zespołu pieśni i tańca ze Złocieńca
- 1953: Piątka z ulicy Barskiej – Kazek Spokorny
- 1954: Pokolenie – Jasio Krone
- 1954: Kariera – Witek, sympatia Teresy Rasiakówny
- 1956: Kanał  – dowódca plutonu podchorąży Jacek „Korab”
- 1957: Eroica – Andrzej, kurier tatrzański
- 1958: Pożegnania – Paweł
- 1960: Zezowate szczęście – podchorąży Sawicki
- 1961: Nafta – Szymek Surmacz
- 1962: Jutro premiera – Roman Witting
- 1962: Dziewczyna z dobrego domu – Tadeusz Łokietek
- 1966: Dzień ostatni, dzień pierwszy – Franek Stolarczyk (odc. 2)
- 1967: Marsjanie – porucznik Szulc
- 1968: Anna Karenina – Konstanty Lewin (głos, polski dubbing)
- 1969: Gringo – Bill „Niño” Tate (głos, polski dubbing)
- 1969: Znaki na drodze – Michał Biel
- 1970: Prawdzie w oczy – Bronek Kaczmarski
- 1970: Krajobraz po bitwie – Karol
- 1971: Złote Koło – kapitan Budny
- 1971: Zabijcie czarną owcę – ojczym
- 1971: Gonitwa – nauczyciel, kochanek Teresy
- 1972: Z tamtej strony tęczy – malarz, były partner Teresy
- 1972: Na krawędzi – Wojtek
- 1972: Chłopi (serial) – Mateusz
- 1973: Nie będę cię kochać – ojciec Anki
- 1973: Hubal – kapitan Maciej Kalenkiewicz ps. „Kotwicz”
- 1973: Chłopi (film) – Mateusz
- 1974: Opowieść w czerwieni – kapitan Paszkowski
- 1974: Najważniejszy dzień życia – inżynier Markowski
- 1976: Noc w wielkim mieście – Józef Kaliński
- 1977: Coś za coś – Jerzy Walewski
- 1978: Romans Teresy Hennert – profesor Laterna
- 1980: Zamach stanu (film) – Wojciech Korfanty
- 1980: Polonia Restituta (film) – Wojciech Korfanty
- 1980: Nic nie stoi na przeszkodzie – Jerzy
- 1980: Królowa Bona – Samuel Maciejowski
- 1980-1996: Dom – doktor Sergiusz Kazanowicz
- 1981: W obronie własnej – Jerzy, partner Marii
- 1982: Polonia Restituta (serial) – jako Wojciech Korfanty (odc. 5-7)
- 1982: Epitafium dla Barbary Radziwiłłówny – Samuel Maciejowski
- 1985: Zamach stanu – Wojciech Korfanty (odc. 4)

## Ordery i odznaczenia
- Krzyż Komandorski Orderu Odrodzenia Polski (6 grudnia 1996)[9]
- Krzyż Kawalerski Orderu Odrodzenia Polski (1970)
- Złoty Krzyż Zasługi (19 lipca 1955)[10]
- Medal 30-lecia Polski Ludowej (1975)
- Medal 40-lecia Polski Ludowej (1985)
- Medal 10-lecia Polski Ludowej (19 stycznia 1955)[11]
- Odznaka 1000-lecia Państwa Polskiego (1967)
- Odznaka „Zasłużony Działacz Kultury” (1978)
- Odznaka honorowa „Za Zasługi dla Warszawy” (1977)

## Nagrody i odznaczenia
- 1955 – Wyróżnienie Podkomitetu Literatury i Sztuki Nagrody Państwowej w Sekcji Filmu za role w filmach Piątka z ulicy Barskiej i Pokolenie[12]
- 1958 – Nagrody Radia i TV – nagroda zespołowa za powieść radiową Matysiakowie (nagroda za rolę)
- 1971 – „Złota Kaczka”
- 1977 – Złoty Ekran – za kreacje aktorskie w spektaklach Teatru TV: Relacja, Rzecz listopadowa, Trzeci maja
- 1986 – Nagroda Specjalna władz miasta stołecznego Warszawy z okazji 30-lecia Matysiaków